# الحدبه العليا (إب)

تعديل مصدري - تعديل

الحدبه العليا محلة تابعة لقرية علياب، التابعة لعزلة بني مدسم بمديرية إب إحدى مديريات محافظة إب في الجمهورية اليمنية.، بلغ تعداد سكانها 89 حسب تعداد اليمن لعام 2004.